# 크리스티안 매드슨
크리스천 매드슨(Christian Madsen, 1990년 2월 8일 ~ )은 미국의 영화배우, 배우이다.  마이클 매드슨의 아들이다.

## 영화
- 미스터 처치 (2016년)
- 킹 잭 (2015년)
- 다이버전트 (2014년) - 알 역
- 팔로 알토 (2013년) - 안소니 역
- 레퓨지 프롬 더 스톰 (2012년) - 샘 역
- 공공의 적 - 살인마 (2010년) - 배리 역